# Historia Salonitana
Historia Salonitana, punim naslovom Historia Salonitanorum pontificum atque Spalatensium (Povijest salonitanskih i splitskih nadbiskupa) je povijesno djelo splitskog povjesničara Tome Arhiđakona iz 13. stoljeća. Djelo sadrži povijest splitske, odnosno salonitanske crkve do 1266. godine kada je Toma prestao pisati. Povijest Solinske odnosno Splitske crkve od njezinih početaka do svojega vremena (Historia Salonitana) sadrži iznimno vrijedne podatke za ranu hrvatsku povijest (kataloški pregled biskupa i nadbiskupa, imena vladara iz hrvatske narodne dinastije, teorija o gotskom podrijetlu Hrvata, opisi nekih događaja iz onovremene europske povijesti, podaci o nekim umjetničkim spomenicima, npr. Dioklecijanova palača, crkva sv. Stjepana, Buvinine vratnice i dr.). Prvo izdanje je objavio Ivan Lučić. Još prije u 16. stoljeću je dopunjena i proširena verzija bila izdana u historiografiji nazvana Historia Salonitana Maior.
Sačuvano je ukupno četrnaest rukopisa Historije Salonitane, od kojih se četiri nalaze u Splitu. Tri se nalaze u Arhivu splitskog kaptola, a jedan se čuva u Arheološkom muzeju grada Splita. Trogirski kodeks se danas čuva u Nacionalnoj knjižnici Szecheny u Budimpešti, a nastao je krajem 14. stoljeća. Najstariji rukopis je splitski, koji se čuva u Arhivu splitskog kaptola, a potječe iz druge povlovice 13. stoljeća. Pisan je beneventanom i postoji pretpostavka da bi se moglo raditi o Tominu autografu, odnosno o originalu, kojeg je napisao sam Toma. Dva se rukopisa čuvaju u Nacionalnoj i sveučilišnoj knjižnici u Zagrebu, od kojih je prvi dijelom pisan humanističkim kurzivom 14. – 15. stoljeća, a dodaci kurzivom 17. stoljeća, dok je drugi pisan latinskim kurzivom 16. stoljeća. U Vatikanskoj knjižnici čuvaju se tri rukopisa, od kojih je najstariji pisan humanističkim kurzivom 14. – 15. stoljeća.

Tada je sastavio svoje najpoznatije, latinskim jezikom pisano djelo Povijest salonitanskih i splitskih nadbiskupa (Historia Salonitanorum pontificum atque Spalatensium, skraćeno: Historia Salonitana), koje je ostalo sačuvano u nekoliko prijepisa, a pripada žanru gesta episcoporum, premda sadrži i niz autobiografskih podataka. U tom je djelu opisao povijest salonitanske i splitske Crkve od rimskoga doba do 1266. te donio mnogobrojne vrijedne podatke o hrvatskoj srednjovjekovnoj povijesti uopće. [...] Dopunjena verzija Tomina djela, koja potječe iz XVI–XVII. st. i u historiografiji je poznata pod nazivom Historia salonitana maior, obuhvaća događaje do 1185., građu o splitskim crkvenim saborima (925. i 928) i opis smrti kralja Zvonimira. O njezinu podrijetlu i nastanku u historiografiji postoje različita tumačenja.

## Sadržaj
Historia salonitana ima ukupno četrdeset i jedno poglavlje. Glavne teme koje se obrađuju su antički autori koji su pisali o Dalmaciji (poglavlje 1 – 2), navodni počeci crkvene organizacije u Saloni u apostolsko vrijeme (poglavlje 3), vladavina cara Dioklecijana (poglavlje 4), propasti Salone početkom sedmog stoljeća (poglavlje 7), bijeg stanovnika Salone u Dioklecijanovu palaču i obnova crkvenoga života (poglavlja 8 – 12), crkvena organizacija od devetog do jedanaestog stoljeća (poglavlja 13 – 14), Formiranje barske biskupije (poglavlje 15), papinske intervencije i sukobi oko liturgije na crkvenoslavenskom jeziku (poglavlje 16), uspostava ugarske vlasti nad Splitom 1105. (poglavlja 17 – 18), osnivanje hvarske biskupije i crkveno odvajanje Zadra (poglavlja 19 – 20), vrijeme nadbiskupa Rainerija (1175. – 1180.) (poglavlje 21), Zadra i četvrtog križarski rat (poglavlje 24), Tomin susret s Franjom Asiškim 1223. godine (poglavlje 26), izbor Tome za arhiđakona 1230. godine (poglavlje 31), latinska uprava potestata Gargana (poglavlja 32 – 34), borba s omiškim gusarima (poglavlje 35), provala Tatara (poglavlje 37), te sukob oko izbora za opata samostana u Sv. Stjepana (poglavlje 41).
Uže gledano u kontekstu hrvatske povijesti, djelo sadrži opis dolaska Hrvata na područje Dalmacije i Panonije, pod vodstvom Totile, s područja Poljske i Češke. Opis dolaska sličan je onome u djelima De Administrando Imperio i Ljetopis popa Dukljanina, pa stoga ova tri djela čine osnovu povijesnog znanja o ranoj hrvatskoj povijesti. Osim toga govori o hrvatskoj povijesti za vrijeme hrvatskih kneževa i kraljeva, najviše Petra Krešimira IV. i Dmitra Zvonimira, o tatarskim provalama, neprijateljstvu Splita i Trogira i o političkim tenzijama u gradu. U proširenoj verziji nalazi se i prijepis Pacte convente.
Romanski svećenik Toma iz Splita - pišući povijest iz rakursa stanovnika Salone i Splita, koristeći se u svojem pripovijedanju dijelom pismenom, a dijelom usmenom predajom koja je do njega došla, te ne skrivajući svoj animozitet prema Hrvatima - opisuje da su "Goti" došli "iz Teutonije i Poljske" pod vojvodom Totilom i na putu prema Italiji opljačkali Dalmaciju. S "Gotima" dolazi "iz Poljske" sedam ili osam plemenitih rodova koji se nastanjuju u Dalmaciju i potlačuju starosjedioce. Bilježi da su i Goti i Hrvati primitivni i "natopljeni arijanskom herezom", koju kasnije napustili; u Tomino vrijeme su doseljeno stanovništvo i pretežni dio starosjedilaca jedan narod koji govori isti jezik; Toma ih sve naziva Hrvatima. Okolnost da Hrvati i u njegovo doba još drže (katoličko) bogoslužje na hrvatskom jeziku, Toma naziva "odvratnom šizmom".

### Podrijetlo Hrvata
Treće po vremenskom redu pisano vrelo za odgovor na pitanje o podrijetlu Hrvata povijesno je djelo Historia Salonitana Tome Arhiđakona, nastalo oko polovice 13. stoljeća, dakle punih šest stotina godina poslije vremena o kojem u tim vijestima izvješćuje. Toma pripovijeda (u 7. glavi) da je Salona, metropola rimske provincije Dalmacije, razorena u doba Gota. Tada su Goti pod svojim vojvodom Totilom dolazeći iz predjela današnje Njemačke i Poljske krenuli u Italiju i na tom putu stigli u Dalmaciju. Sam Totila napadao je Salonu i pustošio Dioklecijanovu palaču. S njim je došlo sedam ili osam rodova plemića (lat. septam vel octo tribus nobilium) iz Poljske (lat. de partibus Poloniae). Njima se dopala Hrvatska, planinska zemlja u zaleđu Dalmacije, i njihov im je vojvoda dopustio da je zaposjednu i da ostanu ondje. Toma kaže da se Hrvatska u starini zvala Kuretija po narodu Kureta ili Koribanata. Za to da su Kureti u starini živjeli na Jadranu navodi svjedočanstvo rimskoga pjesnika Lukana.

### Doseljenje Hrvata
S tim starosjediocima izmiješali su se doseljenici i novi gospodari iz Poljske i Češke (lat. de Polonia seu Boemia) i postali su s njima jedan narod jednoga jezika. Dobili su i vlastite knezove, a zvali su se većinom Goti, ali uz to još i Slaveni, prema imenu što su ga sa sobom donijeli došljaci. Oni su napadali Latine u primorskim krajevima, a najviše Salonu, pa ju je gotski knez koji je vladao svom zemljom Slavena (lat. dux Gothus qui toti praeerat Sclavoniae) u jednom velikom napadaju osvojio i razorio. Prema Tominu se kazivanju Hrvati dakle zovu po starim Kuretima, a Hrvatska po staroj Kureciji. Oni se zovu i Slaveni jer su njihovu vlast osnovali plemeniti rodovi doseljeni iz Poljske i Češke, a zovu se i Goti jer su ti doseljenici došli u Dalmaciju s Totilom i njegovom gotskom vojskom. Oni su tada zauzeli i zadržali planinski dio provincije, tamo se izmiješali sa starosjediocima, izgradili snažan narod i kneževsku vlast, i tek tada, dakle dosta vremena poslije dolaska s Totilom i Gotima, zauzeli i razorili Salonu. Ta je zapletena priča još zapletenija stoga što Toma na dva mjesta piše tako da se razumije kao da su Salonu razorili Goti u doba kad ih je Totila doveo kao osvajače u Dalmaciju.

### Pokrštenje Hrvata
Povjesničar Miho Barada na temelju Historie Salonitane od Tome Arhiđakona iz 13. stoljeća. Prema Baradi, Hrvati su doselili na jug kao pokršteni arijanci, a u novoj domovini su se odrekli toga krivovjerja (tj. pokatoličili). Toma Arhiđakon konstantno navodi kako su Hrvati došli na jug kao arijanci i naziva ih Gotima. Ferdo Šišić je dokazao kako su dalmatinski romanski starosjedioci novodoseljenje Hrvate nazivali Gotima u podrugljivom smislu. Od Romana, taj je naziv prešao u staru hrvatsku kroniku, Kraljevstvo Hrvata, odatle ga je preuzeo ljetopisac pop Dukljanin u 12. stoljeću, a od njega je to preuzeo Toma Arhiđakon. Ni u jednom od spomenutih spisa ne piše kako su Hrvati bili arijanci. To je vjerojatno zaključio Toma Arhiđakon jer je znao da su Goti bili arijanci. Kako Hrvati ipak nisu došli u novu domovinu kao kršćani svjedoče oni izvori, koji dokazuju, kako su Hrvati pokršteni u svojoj današnjoj domovini.

### Hrvatski narodni vladari u kronici HS
Splitski arhiđakon Toma je zamislio svoju kroniku, prvenstveno, kao povijest salonitansko-splitske Crkve te je tek uzgred spominjao političke događaje, koji su bili povezani uz zadanu temu djela. Zbog toga su podaci o ranosrednjovjekovnoj hrvatskoj državi i njenim vladarima, zastupljeni tek fragmentarno. Moguće je i da Toma nije raspolagao detaljnijim podacima, već je građu crpio isključivo iz sačuvanih povelja i dokumenata. Prvi spomen hrvatskih narodnih vladara u Historiji Salonitani nalaze se u trinaestom poglavlju pod naslovom "Popis nadbiskupa o kojima postoji spomen" (Cathalogus archiepiscoporum de quibus extat memoria). Na početku tog poglavlja, Toma navodi kako su »slavenski vođe počeli silno štovati crkvu blaženog Dujma darujući joj imanja i mnoge posjede«. Kao prvog spomenutog »slavenskog kneza« navodi kneza Branimira (Branimiri ducis Sclauonie), koji je vladao u vrijeme splitskog nadbiskupa Marina. Dalje piše o nadbiskupu Ivanu koji je upravljao nadbiskupijom 914. godine, »u doba kneza Tomislava« (tempore Tamislaui ducis) te o nadbiskupu Martinu, koji je vodio splitsku Crkvu u doba kralja Držislava (Dirsciscclaui regis). O Držislavu piše da su nakon njega, njegovi nasljednici nosili naslov »kraljeva Dalmacije i Hrvatske« (reges Dalmatie et Chroatie appellati sunt) i da im je vlast nad kraljevstvom Dalmacije i Hrvatske pripadala po podrijetlu, nasljedstvom od otaca i pradjedova.
U četrnaestom poglavljau O dolasku Ugara (De aduentu Hungarorum), Toma spominje nadbiskupa Petra, koji je upravljao splitskom Crkvom 990. godine, u doba kraljeva Trpimira i njegova sina Muncimira. Prema drugim izvorima, Trpimir i njegov sin Muncimir nisu nosili naslov kralja, već kneza, a također, nisu živjeli u drugoj polovici 10. stoljeća, već u 9. stoljeću. U istom poglavlju spominje Pavla, koji je bio splitski nadbiskup 1015. godine, u doba bizantskih careva Bazilija II. i Konstantina VIII. te Krešimira III., »njihova patricija i kralja Hrvata« (eorum patricii et regis Chroatorum).
U šesnaestom poglavlju O promaknuću nadbiskupa Lovre (De promotione Laurentii archiepiscopi), Toma piše o nadbiskupu Lovri, koji je bio postavljen »na stolicu salonitanske crkve« 1060. godine i upravljao Crkvom u vrijeme trojice hrvatskih kraljeva, Stjepana, Krešimira i Zvonimira. Podatak o kralju Stjepanu se vjerojatno odnosi na kralja Stjepana II., a ne na kralja Stjepana I., koji je vladao do 1059. godine. Vjerojatno zbog takve zabune, Toma je smatrao da je Zvonimir »bio posljednji kralj Hrvata« (qui fuit ultimus rex Chroatorum). U daljnjem tekstu istog poglavlja, Toma navodi da je »presjajni muž Dmitar, nazvan Zvonimir, kralj Hrvata« (illustris uir Demetrius, cognomento Suinimir, rex Chroatorum) vratio splitskoj nadbiskupiji crkve sv. Stjepana i sv. Marije na Gospinom Otoku u Solinu, kraj Splita, koje je »sagradila i obdarila kraljica Jelena«. Kako piše Toma, te crkve su bile, »zbog štovanja kraljevskih grobova, predane na određeno vrijeme nekim redovnicima koji su u njima revno obavljali obrede«. Uz to piše, da je tamo bio »pokopan uzvišeni muž kralj Krešimir, zajedno s mnogim drugim kraljevima i kraljicama, u atriju bazilike svetoga Stjepana« (in atrio uidelicet basilice sancti Stephani, tumulatus est cumn pluribus aliis regibus et reginis).
U sedamnaestom poglavlju pod naslovom Kako su Ugri zavladali Dalmacijom i Hrvatskom (Qualiter Hungari ceperunt dominium Dalmatie et Chroatie), Toma piše:
| » | U to je doba preminuo kralj Zvonimir ne ostavivši svoga potomka kao nasljednika. Budući da se ugasio sav rod kraljevske krvi, u hrvatskom kraljevstvu nije više bilo nikoga tko bi po nasljednoim pravu trebao preuzeti prijestolje. | « |
|   | |   |

Nakon toga nastavlja kako je u zemlji nastao veliki razdor među velikašima i da se pojavilo više kandidata koji su zahtijevali kraljevsku krunu za sebe, zbog čega je nastao kaos u kraljevstvu, koji se očitovao u bezbrojnim pljačkama, ubojstvima i napadima među sukobljenim frakcijama. Dalje opisuje kako su Mađari osvojili Hrvatsku i uspostavili svoju vlast.

### Granice Hrvatske
Splitski arhiđakon Toma u svom glasovitom djelu ovako opisuje stare granice države Hrvatske:
| Originalni navod: »Ista fuerunt regni eorum confinia: ab oriente Delmina, ubi fuit ciuitas Delmis… ab occidente Carinthia, uersus mare usque ad oppidum Stridonis, quod nunc est confinium Dalmatie et Istrie; ab aquilone uero a ripa Danubii usque ad mare dalmaticum cum tota Maronia et Chulmie ducatu.«(Thomas Arch. Historia Salonitana, MSH 24, 1897.) | Hrvatski prijevod: »To su bile granice kraljevstva njihova (Hrvata): od istoka Duvanjska (župa), gdje je bio grad Duvno… Od zapada Kranjska, prema moru do Stridona, koji je danas granica Dalmacije i Istre; od sjevera pak rijeka Dunav (i odatle) do mora Jadranskoga s cijelom Primorskom i kneževinom Humom.«(Etnička povijest Bosne i Hercegovine) |

Toma stavlja istočnu granicu hrvatske države iza duvanjske župe, jer je on smatrao tadašnju Bosnu samostalnom državom, neovisnom od tadašnje Kraljevine Hrvatske i Dalmacije. On ipak Bosnu uključuje u hrvatski narodni prostor, jer on vuče istočnu granicu hrvatske države od Dunava na Dubrovnik tako, da u hrvatske zemlje spadaju: Bosna, Zahumlje i neretvansko Primorje. Za ove dvije pokrajine u navedenom odlomku Toma izričito spominje, da čine sastavni dio kraljevstva hrvatskoga. Prema Tomi hrvatska država na jug dopire do ispod Dubrovnika, a to je prostor, dokle je dopiralo »kraljevstvo Dalmacije i Hrvatske« po državnom uređenju cara Manuela Komnena. U tome se Toma Arhiđakon slaže s arapskim geografom Idrisom, koji također veli, da je Dubrovnik zadnji grad države Hrvatske. O Travunji i Duklji, Toma ništa ne kaže, jer su te zemlje u njegovo vrijeme pripadale srpskoj državi Nemanjića.
Svjedočanstvo Tome Arhiđakona ima posebnu vrijednost, jer je on kao domaći čovjek dobro poznavao prilike u Dalmaciji i okolnim pokrajinama. On nije bio Hrvat, nego dalmatinski Roman, Latin, koji nije ni najmanje volio Hrvate, pa njegovo svjedočanstvo nije napisano pod utjecajem simpatija prema Hrvatima, pa ni onih podsvijesnih, kao što je bio slučaj kod Porfirogeneta prema Srbima.

## VjerodostojnostHistorie
Odnos između Tomina i Dukljaninova kazivanja pokazuje da su se obojica držala istoga vrela u kojem se slavenska vlast u Dalmaciji izvodila iz gotskoga osvajanja, samo je Dukljaninova verzija jako iskićena nepovijesnim dodatcima; Tomina, iako mlađa, bolje čuva prvotni sadržaj toga povijesnoga sastavka, u kojem se anakronički povezuju vijesti o autentično zajamčenim povijesnim zbivanjima. Dukljaninova verzija, iako starija, nikako ne može biti prvotna jer bi tada trebalo pretpostaviti da je Toma iz nje uklonio sve nepovijesne dodatke i ostavio samo ono što je u skladu s autentičnim podatcima. Znanja i pomagala što su potrebna za to splitski pak arhiđakon s polovice 13. stoljeća nije mogao imati.

## Vanjske poveznice
- Nada Klaić, Povijest Hrvata u ranom srednjem vijeku
  - Historia Salonitana, str: 22. i 23.[neaktivna poveznica], 24. i 25.[neaktivna poveznica]
  - Historia Salonitana Maior, str: 26. i 27.[neaktivna poveznica], 28. i 29.[neaktivna poveznica]
- Toma Arhiđakon, Historia Salonitana, Književni krug, Split, 2003.
- Nekoliko znanstvenih radova na temelju podataka iz Historia Salonitana[neaktivna poveznica]